# Тигпен, Линн
Шерлин Тереза «Линн» Тигпен (англ. Cherlynne Theresa «Lynne» Thigpen; 22 декабря 1948, Джолиет — 12 марта 2003, Марина-дель-Рей, Калифорния) — американская певица и актриса.

## Биография
Линн Тигпен родилась 22 декабря, 1948 года в Джолиет, Иллинойс, США. Окончила Иллинойсский университет в Урбане-Шампейне. В 1979 году переехала в Нью-Йорк, чтобы стать актрисой. В том же году снималась в запоминающейся роли диджея в фильме «Воины».

## Карьера

### Актриса
Тигпен появилась во многих известных фильмах, в том числе «Шафт», «Двухсотлетний человек», «Бег на месте», «Тутси» и другие. В 1992 и 2000 актриса была номинирована на премию Obie.

### Певица
29 марта 1994 года вышел музыкальный альбом, в записи которого принимала участие Линн Тигпен — Carmen Sandiego: Out of This World.

### Озвучивание
Голос Линн Тигпен звучал более чем в 20 аудиокнигах.

## Смерть
Линн Тигпен умерла 12 марта 2003 года в своём доме в Лос-Анджелесе от внутримозгового кровоизлияния. Похоронена в родном городе на кладбище Elmhurst Cemetery.

### Память
- Фильм «Управление гневом», в котором она играла роль судьи Бренды Дэниелс, посвящён памяти Линн Тигпен.
- В её родном городе Джолиет есть школа, названная её именем — Lynne Thigpen Elementary School.